# Eulophia bracteosa
Eulophia bracteosa är en orkidéart som beskrevs av John Lindley. Eulophia bracteosa ingår i släktet Eulophia och familjen orkidéer. Inga underarter finns listade i Catalogue of Life.